# Kaunissaari (ö i Södra Savolax, Nyslott, lat 62,30, long 28,67)
Kaunissaari (finska: Säkkisaari) är en halvö i Finland. Den ligger i sjön Enonvesi och i kommunen Heinävesi i den ekonomiska regionen  Nyslotts ekonomiska region  och landskapet Södra Savolax, i den sydöstra delen av landet, 300 km nordost om huvudstaden Helsingfors. 